# Kyadigunte, Challakere
Kyadigunte là một làng thuộc tehsil Challakere, huyện Chitradurga, bang Karnataka, Ấn Độ.